# Тимотије и Мавра
Свети мученици Тимотије и Мавра су хришћански светитељи. Били су муж и жена. Двадесет дана после њиховог венчања изведени су на суд због вере хришћанске пред тиваидског намесника Ариана, за време владавине цара Диоклецијана. Тимотеј је био чтец цркве у своме месту. Ко си ти? упитао га је намесник. Одговорио је Тимотије: Хришћанин сам и чтец цркве Божје. Рече му онај даље: зар не видиш ти око тебе приготовљена оруђа за мучење? Одговори Тимотеј: "И ти не видиш ангеле Божје који ме крепе". Тада је намесник наредио те су му железном шипком уши проболи. Мавра је најпре била уплашена од мука, али кад њу је муж охрабрио, и она је исповедила своју веру пред намесником. Овај је наредио да јој најпре сву косу почупају а потом и прсте на рукама одсеку. После многих других мука, обоје је распето на крст, једно према другом. И тако висећи на крсту, остали су у животу пуних девет дана саветујући и храбрећи једно друго у трпљењу. Десетога дана су преминули. Пострадали су за Христа 286. године.
Српска православна црква слави их 3. маја по црквеном, а 16. маја по грегоријанском календару.